# Left Foot Right Foot
Pour plus de détails, voir Fiche technique et Distribution.
Left Foot Right Foot est un drame suisse écrit et réalisé par Germinal Roaux et sorti en 2013.

## Synopsis
Marie, 19 ans, est attirée par l'argent facile. Sans s’en rendre compte vraiment, elle va glisser dans la prostitution. Elle décide de ne rien dire à son compagnon, Vincent, un jeune skateur de 21 ans insouciant qui doit du fric à tout le monde et n’arrive pas à devenir adulte. Marie et Vincent vont être pris dans le tourbillon de la vie, happés par une société dont la culture est celle de l’argent, de l’apparence et du fantasme perpétuel. Témoin de leurs mensonges et de leurs secrets, Mika, le frère autiste et muet de Vincent va être, lui aussi, pris au piège…

## Fiche technique
- Titre : Left Foot Right Foot
- Réalisation : Germinal Roaux
- Scénario :  Germinal Roaux
- Photographie : Denis Jutzeler
- Montage : Valentin Rotelli
- Décors : Ivan Niclass
- Costumes : Françoise Nicolet
- Musique : Sufjan Stevens, Timber Timbre, Apparat, Ben Frost, Le Tigre, Koudlam, Washed Out, Moriarty, The Gentleman Losers, We Are Augustines,
Pinback, The Walkmen, Lichens, The Dandelions, The Animen, My Heart Belongs to Cecilia Winter, François & The Atlas Mountains
- Producteur : Gérard Ruey, Jean-Louis Porchet, Philippe Avril
- Société de production : CAB Productions, Les Films de l'Étranger
- Distributeur : Filmcoopi
- Pays d'origine :  Suisse  France
- Genre : drame
- Durée : 100 minutes
- Date de sortie : 2013

## Distribution
- Agathe Schlenker : Marie
- Nahuel Pérez Biscayart : Vincent
- Dimitri Stapfer (de) : Mika
- Mathilde Bisson
- Stanislas Merhar

## Distinctions
- Festival international du film de Palm Springs 2014 : New Voices/New Visions Award, Mention Spéciale
- Prix du cinéma suisse Quartz 2014 : Meilleure interprétation dans un second rôle pour Dimitri Stapfer (de) et meilleure photographie pour Denis Jutzeler
- Festival international du film francophone de Namur 2013 : Bayard d'Or de la Meilleure première œuvre – Prix Emile Cantillon